# Eburia rufobrunnea
Eburia rufobrunnea är en skalbaggsart som beskrevs av Benoit-Philibert Perroud 1855. Eburia rufobrunnea ingår i släktet Eburia och familjen långhorningar.
Artens utbredningsområde är Guatemala. Inga underarter finns listade i Catalogue of Life.